# Bourgogne-Franche-Comté
Bourgogne-Franche-Comté (forkortet BFC) er en af de nye regioner, der blev oprettet pr. 1. januar 2016. Den er en fusion af regionerne Bourgogne og Franche-Comté.
Navnet Bourgogne-Franche-Comté blev endeligt vedtaget ved et dekret i september 2016.